# AlphaTauri AT01
AlphaTauri AT01 byl vůz Formule 1 navržený a zkonstruovaný společností Scuderia AlphaTauri pro účast v sezóně 2020. Vůz řídili Daniil Kvjat a Pierre Gasly. AT01 byl první vůz, který byl postaven a provozován pod názvem AlphaTauri. Tým byl dříve známý jako Scuderia Toro Rosso, ale před šampionátem v roce 2020 byl přejmenován.
Vůz měl mít závodní premiéru při Grand Prix Austrálie 2020, ale došlo ke zpoždění, když byl závod zrušen a následujících devět podniků v šampionátu bylo odloženo nebo zrušeno v reakci na pandemii COVID-19. Vůz AT01 nakonec debutoval při Grand Prix Rakouska 2020. Při Grand Prix Itálie 2020 dosáhnul vůz Pierra Gaslyho na premiérové vítězství.

## Prvotní návrh a testování
Jelikož byl tým AlphaTauri sesterským týmem Red Bull Racing, tak vůz AT01 sdílel několik komponentů s vozem Red Bull Racing RB16 — včetně zavěšení, převodovky a hydrauliky. Vůz měl svou premiérovou jízdu na okruhu v Misanu. Příď AT01 se částečně vyvinula z přídě svého předchůdce, vozu STR14 s několika drobnými změnami týkajícími se přívodů vzduchu a karoserie podél boční strany přední přídě.

## Shrnutí sezóny
Při úvodním závodě sezóny v Rakousku skončil Gasly na sedmém místě a Kvjat na dvanáctém místě. Po zbytek sezóny zajížděl Gasly lepší výsledky než jeho týmový kolega a vyhrál svůj první závod při Grand Prix Itálie 2020. Během 17 závodů sezóny dokázal vůz dosáhnout na 1 vítězství a na 1 pódiové umístění a skončil na 7. místě v poháru konstruktérů.

## Pozdější využití vozu

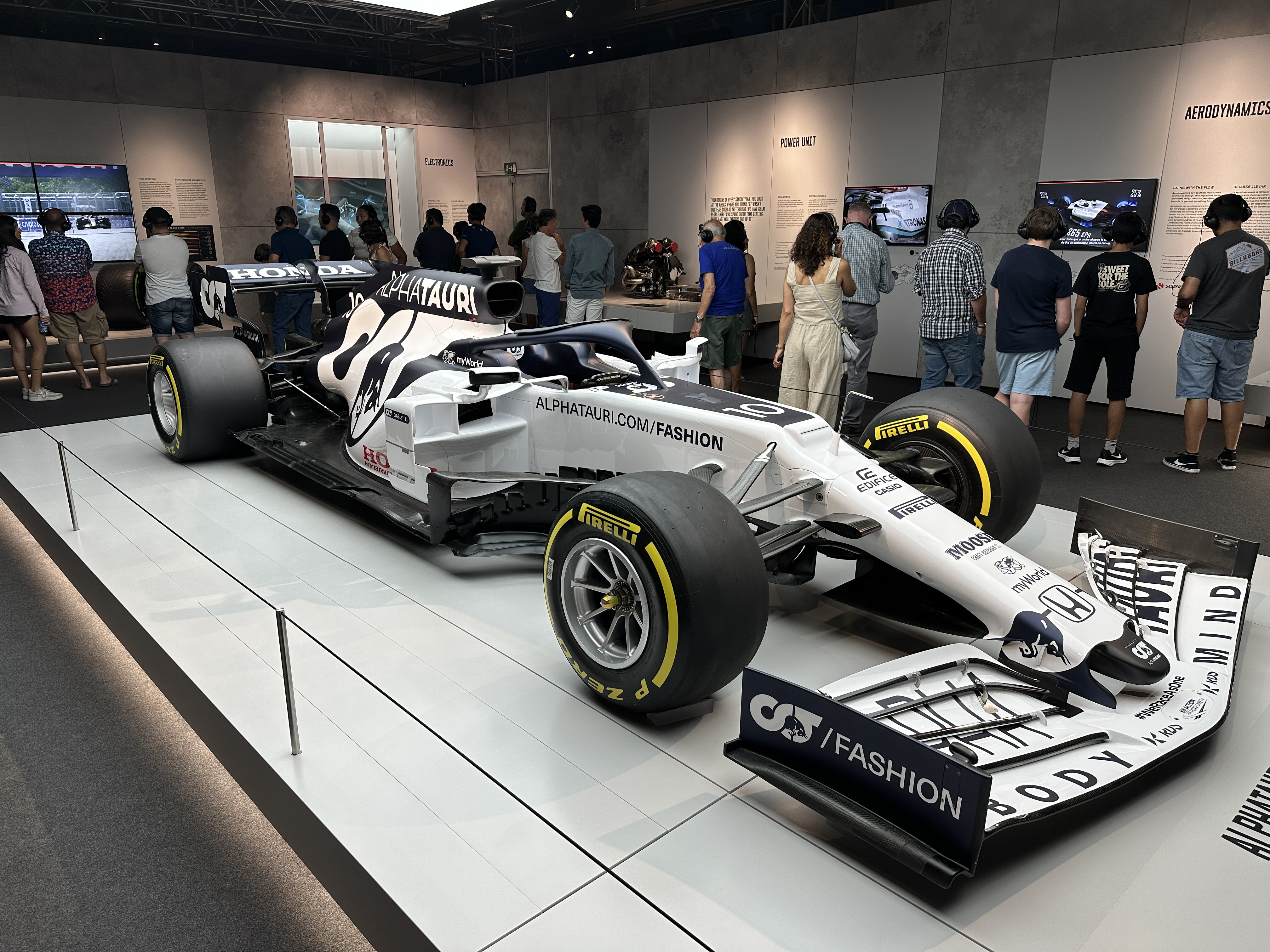
Gaslyho vítězný vůz AT01 vystavený na výstavě F1 Exhibition v Madridu

Upravený vůz AT01 byl použit při testování směsí pneumatik pro sezónu 2022, které se uskutečnilo po Grand Prix Abú Zabí 2021.

## Kompletní výsledky ve Formuli 1
| Legenda k tabulce | Legenda k tabulce                                                                       |
| Barva             | Výsledek                                                                                |
| ----------------- | --------------------------------------------------------------------------------------- |
| Zlatá             | Vítěz                                                                                   |
| Stříbrná          | 2. místo                                                                                |
| Bronzová          | 3. místo                                                                                |
| Zelená            | Bodované umístění                                                                       |
| Modrá             | Nebodované umístění                                                                     |
| Modrá             | Dokončil neklasifikován (NC)                                                            |
| Fialová           | Odstoupil (Ret)                                                                         |
| Červená           | Nekvalifikoval se (DNQ)                                                                 |
| Červená           | Nepředkvalifikoval se (DNPQ)                                                            |
| Černá             | Diskvalifikován (DSQ)                                                                   |
| Bílá              | Nestartoval (DNS)                                                                       |
| Bílá              | Závod zrušen (C)                                                                        |
| Světle modrá      | Pouze trénoval (PO)                                                                     |
| Světle modrá      | Páteční testovací jezdec (TD)                                                           |
| Bez barvy         | Netrénoval (DNP)                                                                        |
| Bez barvy         | Vyřazen (EX)                                                                            |
| Bez barvy         | Nepřijel (DNA)                                                                          |
| Bez barvy         | Odvolal účast (WD)                                                                      |
| Bez barvy         | Nezúčastnil se (prázdné)                                                                |
| Označení          | Význam                                                                                  |
| Tučnost           | Pole position                                                                           |
| Kurzíva           | Nejrychlejší kolo                                                                       |
| †                 | Jezdec nedojel do cíle, ale byl klasifikován, protože odjel více než 90 % délky závodu. |
| ‡                 | Byl udělován poloviční počet bodů, protože bylo odjeto méně než 75 % délky závodu.      |
| Horní index       | Umístění bodujících jezdců ve sprintu                                                   |

| Rok  | Tým                       | Motor        | Pneumatiky | Jezdci       | 1   | 2   | 3   | 4   | 5   | 6   | 7   | 8   | 9   | 10  | 11  | 12  | 13  | 14  | 15  | 16  | 17  | Body | Umístění |
| ---- | ------------------------- | ------------ | ---------- | ------------ | --- | --- | --- | --- | --- | --- | --- | --- | --- | --- | --- | --- | --- | --- | --- | --- | --- | ---- | -------- |
| 2020 | Scuderia AlphaTauri Honda | Honda RA620H | P          |              | AUT | STY | HUN | GBR | 70A | ESP | BEL | ITA | TUS | RUS | EIF | POR | EMI | TUR | BHR | SKH | ABU | 107  | 7. místo |
| 2020 | Scuderia AlphaTauri Honda | Honda RA620H | P          | Pierre Gasly | 7   | 15  | Ret | 7   | 11  | 9   | 8   | 1   | Ret | 9   | 6   | 5   | Ret | 13  | 6   | 11  | 8   | 107  | 7. místo |
| 2020 | Scuderia AlphaTauri Honda | Honda RA620H | P          | Daniil Kvjat | 12† | 10  | 12  | Ret | 10  | 12  | 11  | 9   | 7   | 8   | 15  | 19  | 4   | 12  | 11  | 7   | 11  | 107  | 7. místo |